# Gunnersdorf (Gemeinde Aschbach)
Gunnersdorf (früher auch Gunersdorf) ist ein Dorf in der Katastralgemeinde Aschbach-Dorf der Marktgemeinde Aschbach-Markt, Niederösterreich.

## Geografie
Gunnersdorf  liegt nordöstlich von Aschbach-Dorf, wird von den Landesstraßen 6216 und 6217 erschlossen und besteht aus mehreren bäuerlichen Anwesen, einigen Einfamilienhäusern sowie einem Gewerbegebiet. Unmittelbar östlich führt die Voralpen Straße (B122) am Ort vorbei.

## Geschichte
Laut Adressbuch von Österreich waren im Jahr 1938 in Gunnersdorf zwei Landwirte mit Ab-Hof-Verkauf ansässig. Bis zur Eingemeindung nach Aschbach-Markt war der Ort ein Teil der damaligen Gemeinde Aschbach-Dorf.